# Augochloropsis auriferina
Augochloropsis auriferina är en biart som beskrevs av Michener 1954. Augochloropsis auriferina ingår i släktet Augochloropsis och familjen vägbin. Inga underarter finns listade.